# Lythria sarmatica
Lythria sarmatica är en fjärilsart som beskrevs av Pruffer 1915. Lythria sarmatica ingår i släktet Lythria och familjen mätare. Inga underarter finns listade i Catalogue of Life.